# حلة إبراهيم
حلة إبراهيم هي قرية سودانية من قرى ولاية سنار، تقع شمالي غرب سنار على بعد 40 كلم شمال غرب سنار. وتبعد 300 كلم عن الخرطوم وعلى بعد كيلومتر من مصنع سكر شمال غرب سنار.
تاسست القرية في العام 1942 ميلاديه، من مجموع قبائل سكان منطقة العويساب الفونج والعمارة. ويعمل أهل القرية في نشاطات مختلفه (التجارة، الزراعة، وبعض الحرف الصناعية الصغيرة -وفي الغالب هم عمال بمصنع السكر. أهل المنطقة معروفين بالتصوف وطريقتهم هي الطريقة السمانيه.